# Bursinel
Bursinel (toponimo francese) è un comune svizzero di 487 abitanti del Canton Vaud, nel distretto di Nyon.

## Geografia fisica
Bursinel è affacciato sul lago di Ginevra.

## Monumenti e luoghi d'interesse
- Chiesa riformata di Sant'Ilario, attestata dal 1139[1];
- Castello di Bursinel (o Château des chevaliers), eretto nel 1143 e ampliato nel XVI e nel XVIII secolo[1], è (insieme al relativo parco di 45 ettari) di proprietà della famiglia di imprenditori italiani Caprotti[2].

## Società

### Evoluzione demografica
L'evoluzione demografica è riportata nella seguente tabella:
Abitanti censiti

## Amministrazione
Ogni famiglia originaria del luogo fa parte del cosiddetto comune patriziale e ha la responsabilità della manutenzione di ogni bene ricadente all'interno dei confini del comune.